# Lydya (locomotiva)
A Lydya foi uma locomotiva diesel experimental da Companhia Nacional de Caminhos de Ferro, em Portugal.

## História
Esta locomotiva foi fabricada pela casa alemã Deutz AG, tendo sido transportada para Portugal em 1938, em peças separadas, e montada nas oficinas da Companhia Nacional em Mirandela. No ano seguinte, já se encontrava ao serviço na Linha do Tua. Em 1947, foi transportada para as oficinas de Porto-Boavista, onde foi posteriormente abatida.
Foi a primeira locomotiva a gasóleo em Portugal, embora tenha sido pouco mais do que um protótipo, tendo a primeira família de locomotivas deste tipo em serviço regular sido a Série 1500, de bitola larga, que entrou ao serviço em 1948.

## Ficha técnica
- Informações diversas
  - Fabricante: Deutz AG[1]
  - Ano de fabrico: 1938[1]
  - Ano de entrada ao serviço: 1939[1]
  - Tipo de tracção: Diesel[1]
  - Bitola de via: Bitola métrica[1]
  - Nº de unidades construídas: 1[1]